# Torkugn

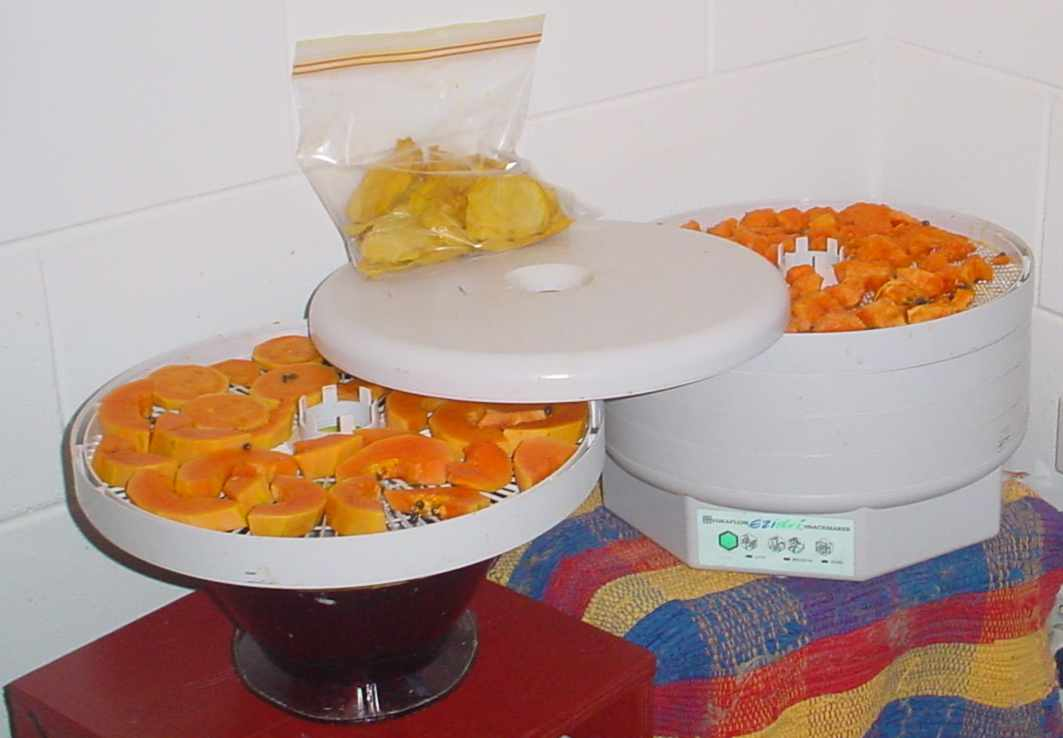
Electrisk torkugn som torkar skivor av mango and papaya.

Torkugn är en hushållsapparat som används för att torka olika sorters livsmedel för att längre kunna förvara dem.
Denna typ av produkt tycks sakna ett vedertaget svenskt namn. Ordet dehydrator, taget från engelskan (samma stavning), används ibland. Torkapparat eller hushållstork förekommer också.